# 워해머 40,000: 스페이스 마린 2
워해머 40,000: 스페이스 마린 2(Warhammer 40,000: Space Marine 2)는 세이버 상트페테르부르크가 개발하고 포커스 엔터테인먼트가 배급한 핵 앤드 슬래시 요소가 포함된 2024년 3인칭 슈팅 게임이다. 워해머 40,000: 스페이스 마린 (2011)의 속편으로, 2024년 9월 9일 플레이스테이션 5, Windows, 엑스박스 시리즈 X/S로 출시되었다. 이 게임은 비평가들로부터 대체로 긍정적인 평가를 받았다. 현재 이 게임의 속편이 개발 중이다.

## 게임 플레이
워해머 40,000: 스페이스 마린 II에서 플레이어는 3인칭으로 근접 및 원거리 전투를 혼합하여 적과 교전한다. 플레이어는 울트라마린 챕터의 중위이자 첫 번째 게임의 주인공인 티투스를 조종한다. 티투스는 게임의 협동 멀티플레이어 모드에서 다른 플레이어가 조종하거나 싱글 플레이어에서 인공지능(AI)이 조종할 수 있는 동료 스페이스 마린인 채론과 가드리엘과 함께 캠페인을 진행한다.
이 게임은 약한 적(예: 타이라니드 가운트)을 상대할 때는 원거리 전투를 활용하고, 들어오는 투사체 피해를 막을 수 있는 더 강력한 적(예: 타이라니드 전사)과 싸울 때는 핵 앤드 슬래시 전투가 필요하다. 플레이어는 상대의 공격을 막을 수 있지만, 일부 적대적인 공격은 막을 수 없으므로 피해야 한다. 또한, 플레이어는 게임의 특정 구간에서 AI가 조종하는 임페리얼 가드 보병과 함께 싸울 수 있다. 티투스는 갑옷으로 보호받는다. 갑옷이 부서지면 공격받을 때 그의 체력이 영구적으로 감소한다. 체력은 플레이어가 전장에서 메드킷을 회수할 때만 보충된다. 그러나 티투스가 적에게 처형 공격을 수행하면 그의 갑옷은 재생된다. 캐릭터의 체력이 고갈되면 캐릭터는 바닥에 쓰러져 30초 동안 출혈 상태가 되며, 이 시간 동안 다른 캐릭터가 죽기 전에 소생시킬 수 있다.
이 게임은 또한 "작전"이라는 별도의 협동 모드와 세 가지 6대6 경쟁 멀티플레이어 모드(섬멸, 지상 점령, 점령 및 제어)를 지원한다. 플레이어는 여섯 가지 캐릭터 클래스 중에서 선택하고 다양한 꾸미기 아이템으로 자신의 플레이어 아바타를 자유롭게 커스터마이징할 수 있다.

## 시놉시스

### 배경
이 게임은 인돔미투스 시대, 즉 암흑 제국 시대인 42세기 초를 배경으로 한다. 울트라마린 프라이마크 로보우트 길리먼의 귀환 후, 인류 제국은 잃어버린 세계를 적들로부터 되찾고 붕괴 직전에서 구하기 위한 은하계 전체에 걸친 10년간의 캠페인인 인돔미투스 십자군을 시작했다. 그러나 제국이 우위를 점한 듯 보였을 때, 리바이어던 하이브 함대의 타이라니드로 알려진 외계 종족이 은하계 서부에서 이전보다 훨씬 많은 수로 나타났다. 이것이 제4차 타이라니드 전쟁의 시작이다.
이 게임의 주요 적은 타이라니드(리바이어던의 파편으로 여겨짐)와 카오스 세력이다. 타이라니드는 모든 형태의 생체 물질을 소비하는 것을 유일한 목적으로 하는 은하계 외의 곤충형 종족이다. 게임 내 카오스 세력은 마법과 조작의 카오스 신인 젠취에게 헌신하며, 주로 인간 컬트교도, 반역자 병사 및 돌연변이로 구성되어 있다. 그들의 정예는 젠취에게 헌신하는 카오스 스페이스 마린인 사우전드 선 트레이터 리전으로, "루브릭 마린"(이전 착용자의 영혼으로 움직이는 스페이스 마린 갑옷)과 마법사로 이루어져 있다.
첫 번째 게임의 사건 이후, 울트라마린 챕터의 2대대장이었던 데메트리안 티투스(클라이브 스탠든)는 카오스의 힘에 저항했다는 이유로 이단 혐의로 심문관 트락스에게 투옥되었다. 카오스 오염이 없다고 판명되었지만, 심문관 트락스는 티투스를 1세기 동안 고문하며 계속 가두었다. 트락스는 나중에 데몬에게 빙의된 후 그레이 나이츠에게 살해되었고, 다른 이단 심문관들이 티투스를 풀어주고 그에게 울트라마린으로 돌아올 기회를 주었다. 티투스는 자신의 챕터에 불명예를 안겼다고 믿으며, 대신 블랙쉴드가 되어 데스워치(외계 위협을 사냥하고 박멸하는 데 전념하는 여러 챕터의 스페이스 마린으로 구성된 이단 심문관 조직)에 합류하는 자발적인 참회를 선택했다.

### 줄거리
티투스("눌루스"라는 블랙쉴드 명칭으로 알려짐)는 "프로젝트 오로라"라는 비밀 작전의 본거지인 카다쿠의 정글 행성에서 아데프투스 메카니쿠스의 조난 신호에 응답하여 레시디우스 성계로 데스워치 킬 팀을 이끈다. 접근 중에 데스워치 수송선이 타이라니드에게 파괴되고, 티투스만이 유일한 생존자이다. 티투스는 임무를 성공시키지만, 치명적인 부상을 입고 울트라마린에게 회수된다. 전투 함선 레실리언트에서 깨어난 티투스는 마르네우스 칼가르 울트라마린 챕터 마스터가 티투스의 생명을 구하기 위해 "루비콘 프라이머리스"를 통해 그를 더 강력한 프라이머리스 스페이스 마린으로 만들라고 명령했다고 설명하는 채플린 퀸투스를 만난다. 티투스는 데스워치로 돌아가고 싶어 하지만, 퀸투스는 그에게 이단 심문소에서 카오스 오염이 없다고 선언되었지만, 진정으로 속죄를 원한다면 자신의 챕터로 돌아가 그들의 호의를 되찾아야 한다고 상기시킨다.
울트라마린 중위로 재입대시킨 후, 퀸투스는 티투스에게 자신의 과거를 비밀로 하고 현재 2대대 대장인 세바스투스 아케란에게 보고하라고 명령한다. 아케란은 티투스의 복직에 회의적이지만, 그에게 분대 지휘를 맡긴다. 분대에는 숨겨진 과거 때문에 티투스를 불신하는 발로렘 가드리엘 병장과 만 년 전 호루스 헤러시 이후에 생성된 1세대 프라이머리스인 메두라스 채론 형제가 포함된다. 이 팀은 엘리트 카디안 8연대의 지원을 받아, 프로젝트 오로라와 관련된 데이터를 연구 시설에서 회수하기 전까지는 떠나기를 거부하는 아크마고스 노직 베타-12를 포함한 메카니쿠스 인력을 대피시키는 임무를 맡는다. 작전은 성공했지만, 노직을 수송하던 건쉽이 타이라니드 영토에 추락한다. 티투스와 그의 분대는 노직을 구하기 위해 달려가지만, 그가 이미 죽었음을 발견한다. 잔해를 조사하던 중, 그들은 노직이 타이라니드에게 살해된 것이 아니라 카오스 세력에게 살해되었음을 발견한다. 그들이 떠나기 전에, 울트라마린 분대가 잔해에서 티투스를 의식을 잃게 만드는 신비한 물체를 수송한다.
아케란은 티투스에게 시스템의 다른 유인 행성인 아바락스로 가서 프로젝트 오로라 작업을 계속할 수 있는 노직의 제자 모리아스 뢰체를 데려오라고 명령한다. 그들은 아데프투스 메카니쿠스 시설에 도착하고 티투스는 뢰체의 위치를 알려주는 코기테이터에 접근한다. 신비한 물체에 대해 의심을 품은 티투스는 코기테이터를 검색하고 1세기 전 그가 그라이아에서 파괴했던 카오스 "동력원"으로 작동하는 무기인 프로젝트 오로라의 정체를 알고 경악한다. 티투스는 레실리언트로 돌아와 아케란에게 프로젝트를 중단하라고 요구하지만, 아케란은 메카니쿠스가 프라이마크 길리먼 본인의 명령을 받고 일하고 있으므로 거부한다. 아바락스로 돌아온 울트라마린은 뢰체의 시설이 타이라니드와 사우전드 선 트레이터 리전이 이끄는 카오스 세력에 의해 포위되어 있음을 발견한다. 그들은 싸워서 뢰체를 레실리언트로 호위하는 데 성공한다. 뢰체가 티투스의 그라이아에서의 과거를 무심코 드러내면서 티투스에 대한 가드리엘의 의심이 증폭된다.
티투스는 아케란에게 로드 칼가르에게 연락하라고 재촉하지만, 메시지를 보낼 수 있는 아스트로패스 릴레이는 현재 타이라니드에게 점령당해 있다. 티투스는 릴레이로 싸워 나아가 아스트로패스 네오마를 만나 칼가르에게 메시지를 보내겠다고 제안받는다. 그녀가 메시지를 보내는 동안, 네오마는 갑자기 티투스가 배신자이며 칼가르를 행성으로 유인하여 죽이려 한다고 비난한다. 의심스러운 가드리엘은 티투스를 공격하지만, 채론이 메시지를 보내는 과정에서 카오스에 빙의된 것을 알아차리고 네오마를 쏜다. 그녀의 몸은 워프 에너지로 폭발하며 사우전드 선 마법 군주인 이무라가 나타나 울트라마린과 싸우다 도망친다. 레실리언트로 돌아온 아케란은 티투스에게 사우전드 선이 레시디우스 성계 전역에 나타났으며 프로젝트 오로라가 위치한 데메리움의 매장 행성에 집중하고 있다고 알린다.
티투스와 가드리엘은 데메리움을 공격하기 전에 화해한다. 그들이 행성 핵으로 내려가자, 그 행성이 또한 네크론 툼 월드임이 밝혀진다. 그들은 뢰체를 만나는데, 그는 네크론과 메카니쿠스 기술을 동력원과 결합함으로써 프로젝트 오로라가 은하계 전체에서 카오스에 물든 모든 것을 무효화하고 추방할 수 있게 해 줄 것이라고 밝힌다. 뢰체가 기계를 활성화시키자 이무라는 사라지는 듯했지만, 마법사는 다시 나타나 뢰체를 죽이고 자신이 메카니쿠스에게 프로젝트 오로라를 만들도록 영향을 주었음을 밝힌다. 그는 유물을 훔쳐 이를 이용해 비물질계로 거대한 균열을 만들어 지원군을 소환한다. 아케란과 재회한 팀은 균열을 강화하는 여러 오벨리스크를 파괴하여 균열을 닫으려 한다. 그들은 거의 압도당할 뻔하지만, 로드 칼가르와 그의 울트라마린 군대가 도착하여 구원받는다. 전투 중에 칼가르, 티투스 및 그의 팀은 균열로 들어가 이무라와 싸운다. 이무라가 주의를 딴 데 파는 동안, 티투스는 다시 동력원을 파괴하고 마법사를 죽인다.
레실리언트로 돌아온 울트라마린은 승리를 축하하며, 칼가르는 티투스에게 새로운 임무에 동참할 것을 제안한다. 떠나기 전, 티투스는 퀸투스에게 가로막힌다. 퀸투스는 자신이 티투스를 이단 심문소에 고발했던 티투스의 전 부하인 레안드로스임을 밝힌다. 레안드로스는 티투스가 타락한다면 그를 제거할 것이라고 경고한다.

## 개발 및 출시
워해머 40,000: 스페이스 마린 II는 2021년 12월 9일 더 게임 어워즈 2021에서 시네마틱 트레일러와 함께 발표되었다. 티투스 대위가 복귀하며 프라이머리스 스페이스 마린이 되었음이 확인되었다. 이 게임은 게임즈 워크숍의 워해머 40,000 세계관을 배경으로 하며, 스페이스 마린의 울트라마린 챕터를 특징으로 한다. 타이라니드가 적으로 등장할 예정이다. 또한 티투스의 역할이 재배정되었으며(원작에서는 마크 스트롱이 목소리를 맡음), 클라이브 스탠든이 목소리를 맡을 것이라고 발표되었다. 게임 플레이 공개는 더 게임 어워즈 2022에서 이루어졌다.
2023년 6월, 서머 게임 페스트 2023에서 캠페인이 다른 플레이어나 AI와 함께 3인 협동 플레이를 특징으로 할 것이 확인되었으며, 게임이 2023년 '겨울' 출시 예정임이 추가로 밝혀졌다. 8월 말에 게임 플레이 트레일러가 공개되었고, 베타 버전 출시가 확정되었다.
2023년 9월, 게임즈 워크숍은 이 게임을 기반으로 한 보드게임을 출시했는데, 여기에는 티투스의 미니어처 모형이 포함되어 있다. 11월에는 게임즈 워크숍과 Wētā Workshop이 교체 가능한 무기와 머리를 가진 티투스 스태츄를 포함한 여러 스태츄를 개발 중임을 공개했다.
스페이스 마린 II는 원래 2023년에 플레이스테이션 5, Windows, 엑스박스 시리즈 X/S로 출시될 예정이었으나, 2024년 9월 9일로 연기되었다. 2024년 6월, 개발사인 Saber Interactive는 출시일에 게임을 준비하는 데 집중하기 위해 예정된 베타를 취소했다고 발표했다.

## 평가
워해머 40,000: 스페이스 마린 II는 리뷰 애그리게이터 웹사이트 메타크리틱에 따르면 비평가들로부터 "대체로 호의적인" 평가를 받았으며, 오픈크리틱에 따르면 비평가들의 87%가 이 게임을 추천했다.
이 게임은 출시일에 2백만 명 이상의 플레이어를 유치했다. 2024년 10월 16일까지 이 게임은 450만 장이 팔렸다. 2025년 1월 16일 기준으로 플레이어 수는 6백만 명을 넘어섰다.

### 수상 및 영예
| 연도 | 상                                 | 부문                                    | 결과 | 참고          |
| ---- | ---------------------------------- | --------------------------------------- | ---- | ------------- |
| 2024 | 2024 골든 조이스틱 어워즈          | 최우수 비주얼 디자인                    | 후보 | [ 43 ]        |
| 2024 | 더 게임 어워즈 2024                | 최우수 액션 게임                        | 후보 | [ 44 ]        |
| 2024 | 더 게임 어워즈 2024                | 최우수 멀티플레이어                     | 후보 | [ 44 ]        |
| 2024 | 2024 스팀 어워즈                   | 올해의 게임                             | 후보 | [ 45 ]        |
| 2024 | 2024 스팀 어워즈                   | 친구와 함께라면 더 좋은 게임            | 후보 | [ 45 ]        |
| 2025 | 제28회 D.I.C.E. 어워즈             | 올해의 온라인 게임                      | 후보 | [ 46 ] [ 47 ] |
| 2025 | 제28회 D.I.C.E. 어워즈             | 뛰어난 애니메이션 성과                  | 후보 | [ 46 ] [ 47 ] |
| 2025 | 제28회 D.I.C.E. 어워즈             | 뛰어난 기술 성과                        | 후보 | [ 46 ] [ 47 ] |
| 2025 | 제21회 영국 아카데미 게임스 어워즈 | 최우수 게임                             | 후보 | [ 48 ]        |
| 2025 | 제21회 영국 아카데미 게임스 어워즈 | 애니메이션                              | 후보 | [ 48 ]        |
| 2025 | 제21회 영국 아카데미 게임스 어워즈 | 게임 디자인                             | 후보 | [ 48 ]        |
| 2025 | 제21회 영국 아카데미 게임스 어워즈 | 멀티플레이어                            | 후보 | [ 48 ]        |
| 2025 | 제21회 영국 아카데미 게임스 어워즈 | 기술 성과                               | 후보 | [ 48 ]        |
| 2025 | 제21회 영국 아카데미 게임스 어워즈 | 주연 연기상 (티투스 역 클라이브 스탠든) | 후보 | [ 48 ]        |
| 2025 | 제21회 영국 아카데미 게임스 어워즈 | 조연 연기상 (아케란 역 애덤 맥나마라)   | 후보 | [ 48 ]        |
| 2025 | 제6회 Pégases 어워즈               | 최우수 외국 비디오 게임                 | 수상 | [ 49 ]        |

## 속편
이 게임의 속편인 "워해머 40,000: 스페이스 마린 3"은 2025년 3월 Focus Entertainment와 Saber Interactive에 의해 발표되었다.

## 내용주
1. ↑  워해머 40,000: 스페이스 마린 II로 양식화됨